# Monties
Monties är en kommun i departementet Gers i regionen Occitanien i sydvästra Frankrike. Kommunen ligger i kantonen Masseube som tillhör arrondissementet Mirande. År 2022 hade Monties 82 invånare.

## Befolkningsutveckling
Antalet invånare i kommunen Monties
Referens:INSEE